# Damned in Black
Damned in Black è il sesto album in studio del gruppo musicale black metal norvegese Immortal, pubblicato nel 2000 dalla Osmose Productions.

## Il disco
Primo album con il bassista Iscariah dei Dead to This World. Assieme al precedente At the Heart of Winter e al successivo Sons of Northern Darkness ha, secondo alcuni, consacrato gli Immortal come uno dei migliori gruppi black in assoluto.

## Edizioni
Ne esistono anche una versione numerata in vinile di 1 500 copie, un'edizione limitata di 15 000 copie e una ristampa di 1 500 copie sempre su vinile.

## Curiosità
Fu premiato con il prestigioso award norvegese Spellemannprisen come migliore album metal del 2000.

## Tracce
1. Triumph – 5:41
2. Wrath from Above – 5:46
3. Against the Tide (In the Arctic World) – 6:03
4. My Dimension – 4:32
5. The Darkness That Embrace Me – 4:38
6. In Our Mystic Visions Blest – 3:11
7. Damned in Black – 6:52

## Formazione[4]
- Abbath Doom Occulta - chitarra, voce
- Iscariah - basso
- Horgh - batteria

## Crediti
- Demonaz Doom Occulta - testi
- Peter Tägtgren - produttore, missaggio